# ماسبات
ماسبات هي مقاطعة في الفلبين، تتبع Bicol Region ‏، بلغ عدد سكانها 834٬650 نسمة، في 2010، عاصمتها مدينة ماسبات، تبلغ مساحتها 4٬151٫78 كيلومتر مربع، رمزها البريدي هو 5400–5421.

## الموقع
تشترك في الحدود مع:
- كزون
- بيليران
- سيبو (الفلبين)
- إلويلو
- كابيز
- سامار
- سوروسوغون
- سامار الشمالية
- كامارينس سور
- ألباي
- مقاطعة ليتة.

## التقسيمات الإدارية
- Aroroy [الإنجليزية]‏
- Baleno, Masbate [الإنجليزية]‏
- Balud [الإنجليزية]‏
- باتوان
- Cataingan [الإنجليزية]‏
- Cawayan [الإنجليزية]‏
- Claveria, Masbate [الإنجليزية]‏
- Dimasalang [الإنجليزية]‏
- Esperanza, Masbate [الإنجليزية]‏
- Mandaon [الإنجليزية]‏
- مدينة ماسبات
- Milagros, Masbate [الإنجليزية]‏
- Mobo, Masbate [الإنجليزية]‏
- Monreal, Masbate [الإنجليزية]‏
- Palanas [الإنجليزية]‏
- Pio V. Corpus [الإنجليزية]‏
- Placer, Masbate [الإنجليزية]‏
- San Fernando, Masbate [الإنجليزية]‏
- San Jacinto, Masbate [الإنجليزية]‏
- San Pascual, Masbate [الإنجليزية]‏
- Uson [الإنجليزية]‏.

## أعلام
- ليون ميغيل